# Šaška

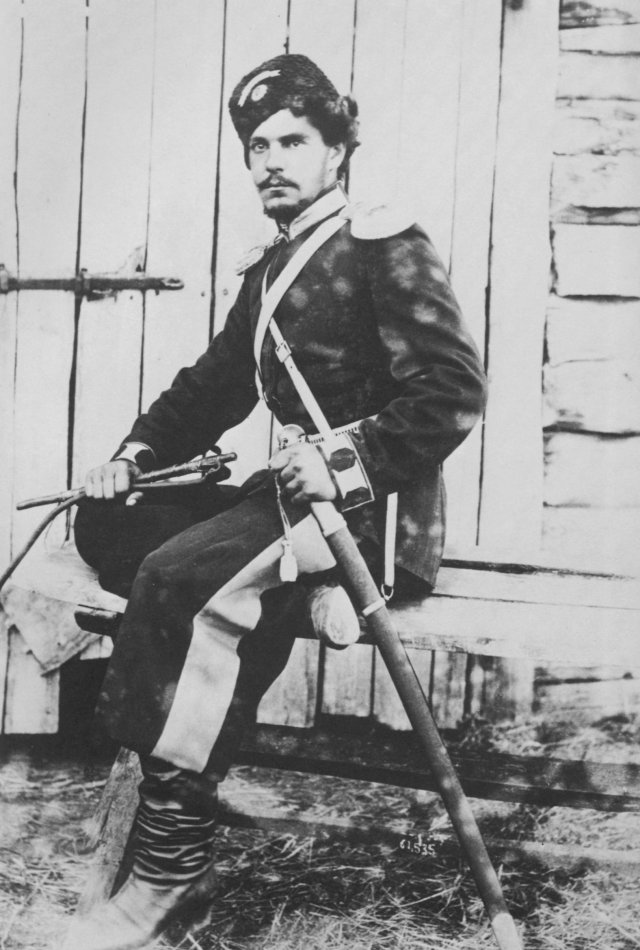
Orenburský kozák s šaškou

Šaška (rusky a ukrajinsky шашка, adygejsky сэшхуэ) je druh šavle, pocházející ze severního Kavkazu a později užívaný ruskými kozáky. Je jednoruční, jednosečná, lehce zakřivená a bez záštity, vhodná k sekání i bodání. Označení pochází z adygejštiny, ve které znamená „dlouhý nůž“.